# استان کولون
استان کولون (به اسپانیایی: Departamento de Colón) یکی از استان‌های ۱۸ گانه کشور هندوراس در آمریکای مرکزی که در شمال این کشور واقع شده است

## شهرستان ها
- 1. Balfate
- 2. Bonito Oriental
- 3. Iriona
- 4. Limón
- 5. Sabá
- 6. Santa Fé
- 7. Santa Rosa de Aguán
- 8. Sonaguera
- 9. Tocoa
- 10. Trujillo